# V.S. Naipaul
Vidiadhar Surajprasad "V.S." Naipaul, ibland kallad Sir Vidia, född 17 augusti 1932 i Chaguanas i Trinidad och Tobago, död 11 augusti 2018 i London, var en brittisk författare. År 2001 belönades han med Nobelpriset i litteratur.

## Biografi
Naipaul var en brittisk författare, född på ön Trinidad i Västindien med indisk familjebakgrund. Han utbildade sig i Oxford. Naipaul debuterade som författare 1957 och publicerade mer än 30 böcker under fem decennier, från tidiga komiska romaner till memoarer och reseskildringar. Romanen Ett hus åt Mr Biswas från 1961, som är baserad på hans far Seepersads liv, anses av många kritiker vara hans mest betydande verk.
Hans författarskap har sagts vara ett utforskande av plats och identitet. Han skrev om Västindien, Indien, Afrika och kritiserade kolonialism och islam.
Naipaul var tidigare gift med engelskan Patricia Hale. År 1996 gick hon bort i cancer, efter 41 års äktenskap, vilket finns återspeglat i Naipauls författarskap. Två månader efter Hales bortgång gifte han sig med Nadira Khannum Alvi i Pakistan, som arbetat som journalist. Med sin indiska, brahminska härstamning följde han en vegetarisk tradition.
Naipaul var också en känd krönikör och TV-personlighet i England, där han var bosatt sedan mitten av 1970-talet.